# اسنیژانا کوردیچ
اسنیژانا کوردیچ (صربی‌کرواتی: Snježana Kordić؛ متولد ۲۹ اکتبر ۱۹۶۴) یک زبان‌شناس کروات است. او علاوه بر کار در زمینه نحو، در مورد زبان‌شناسی اجتماعی نیز پژوهش می‌کند. کوردیچ میان غیرمتخصصان برای مقاله‌هایش در برابر سیاست‌های سره‌گرایی و تجویزگرایی زبانی در کرواسی شناخته شده‌است. کتاب زبان و ملی‌گرایی او فرضیه زبان‌های چندکانونی در بالکان را محبوب کرد.